# Hibiscus nanuzae
Hibiscus nanuzae är en malvaväxtart som beskrevs av Antonio Krapovickas och Fryxell. Hibiscus nanuzae ingår i Hibiskussläktet som ingår i familjen malvaväxter. Inga underarter finns listade i Catalogue of Life.